# 佐屋宿

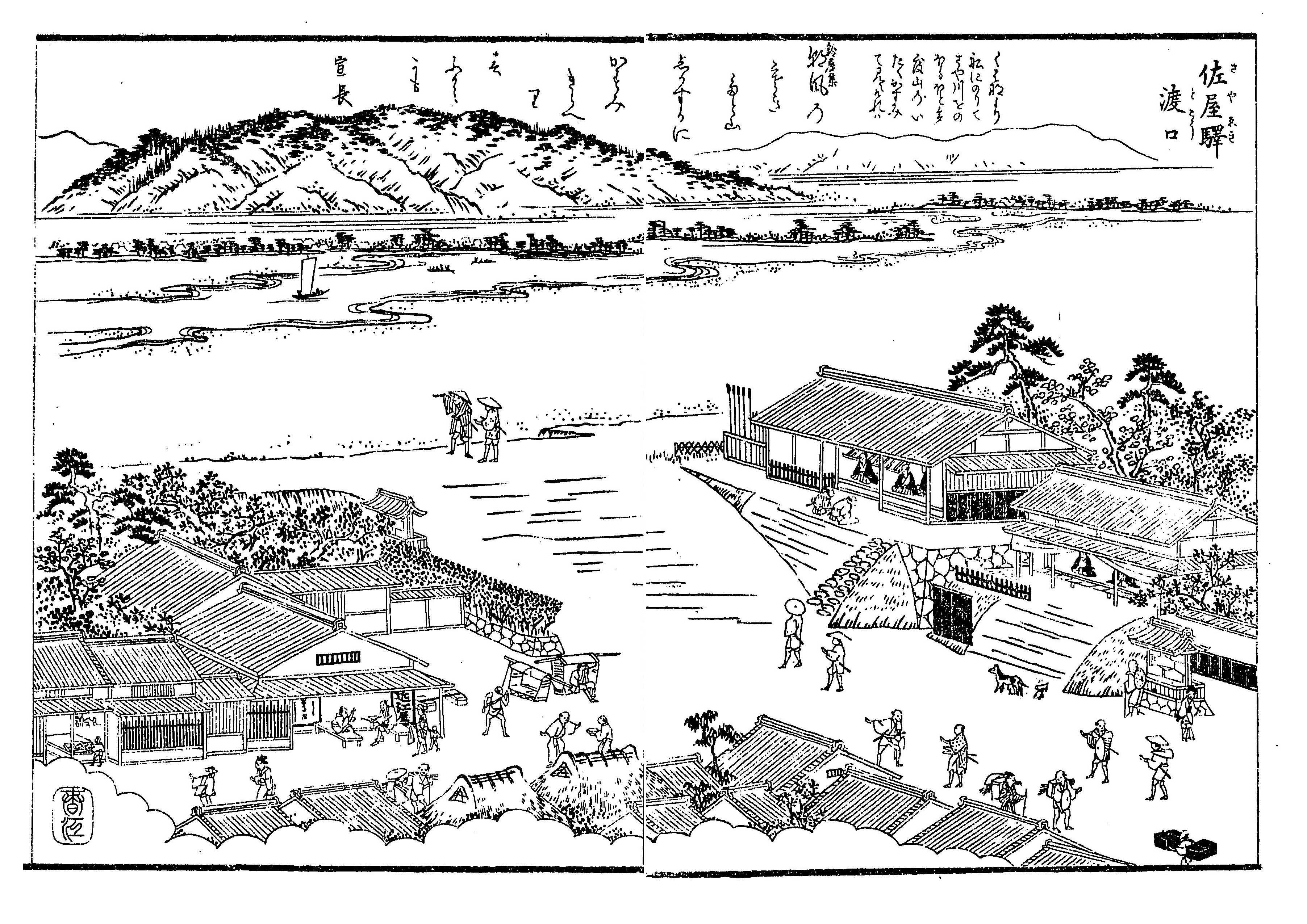
佐屋驛渡口、『尾張名所図会』巻7海東・海西郡

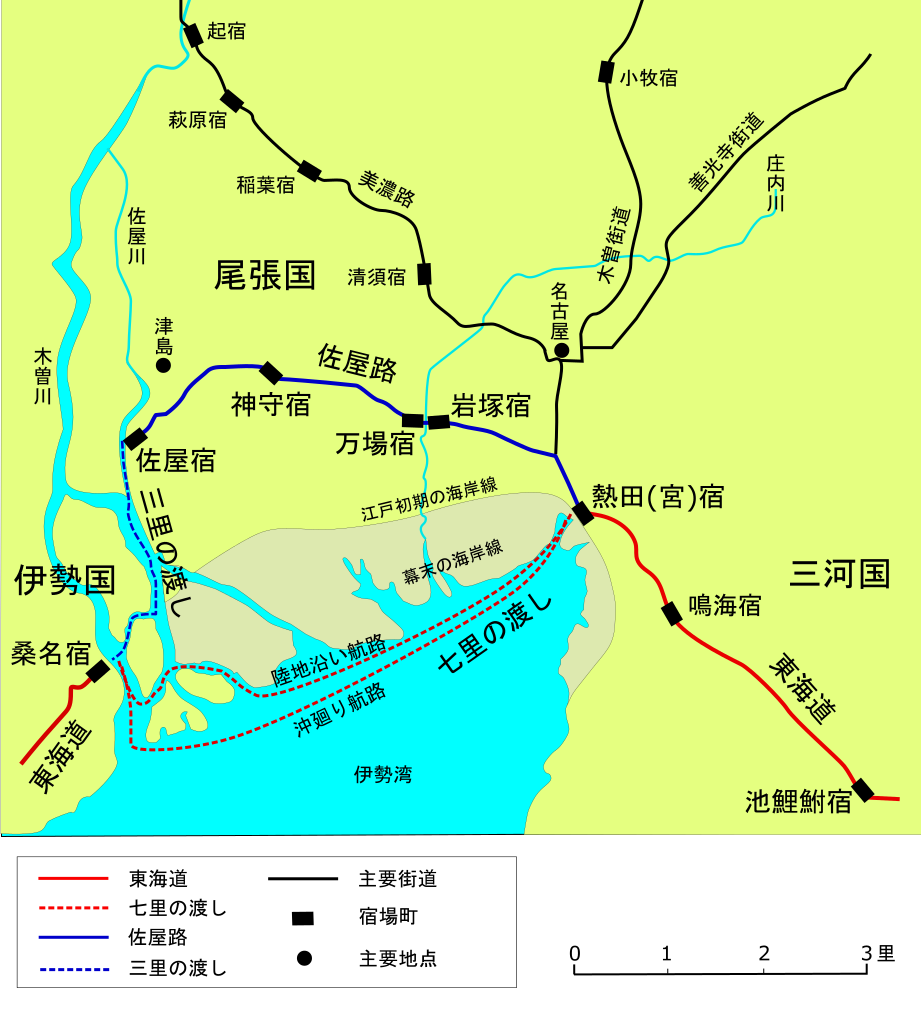
佐屋路と佐屋宿の位置

佐屋宿（さやじゅく）は、佐屋街道の宿場である。現在の愛知県愛西市佐屋町に存在した。
佐屋街道最大の宿場であり、佐屋宿から東海道桑名宿までは川船による三里の渡しで結ばれていた。また、ここから津島神社の参拝道が分岐していた。

## 概要
佐屋街道は1634年（寛永11年）に開設され、1666年（寛文6年）に東海道の脇往還として幕府に公認された。佐屋宿は開設当時からの宿場である。外佐屋村内佐屋地区、依田村、須賀村の3村が担っていた。
天保年間の規模は、本陣：1軒、脇本陣：2軒（1軒は非公式）、旅籠：31軒、問屋場：1箇所。
佐屋御殿（尾張藩主の休息所）、船番所、船会所、奉行所佐屋代官所、が設置されていた。
三里の渡しは、佐屋川、木曽川、加路戸川、鰻江川、揖斐川の順に川を下って桑名宿へ向かう渡船であった。なお、桑名から佐屋へ向かうさいは川を遡ることもあり、船賃は若干高く設定されていた。
佐屋川は江戸末期には上流からの土砂で川幅が狭まり、水も浅くなってしまった。そのため浚渫や仮湊の設置が行われた。
1604年（元禄4年）、松尾芭蕉は江戸から伊賀への帰郷の中、 佐屋の門人であった素覧亭に逗留した折『水鶏（くいな）鳴くと人のいへばや佐屋泊』の句を詠んだ。同席した俳人が芭蕉を偲び、水鶏塚がその地に現在も建立されている。

## 御茶屋・御殿
佐屋は、宿駅設置前は、渡船場であり、元和2年（1616年）に御茶屋が建てられた。尾張初代藩主義直の時には、
とあり御茶屋と記述されているが、寛永11年（1634年）には
とあり、御茶屋を御殿と称するようになった。

## 最寄り駅・最寄りバス停
- 名鉄尾西線 佐屋駅

## 史跡・みどころ
- 水鶏塚（松尾芭蕉句碑。1735年（享保20年）建立。）[7]
- 浄法寺
- 天神社
- 佐屋代官所跡

## 隣の宿
佐屋街道
神守宿 - 佐屋宿 - 桑名宿（東海道）